# Bataille d'Alapan
Révolution philippine
La bataille d’Alapan se déroula le 28 mai 1898 durant la révolution philippine. Elle se solda par une victoire des révolutionnaires contre les Espagnols.

## Contexte
La révolution philippine éclata en août 1896 entre le Katipunan et le Royaume d’Espagne, et sembla se solder fin 1897 par un cessez-de-feu et la signature du pacte de Biak-na-Bato. Les principaux meneurs philippins, dont Emilio Aguinaldo, partirent alors en exil à Hong Kong. Toutefois, une autre guerre révolutionnaire, celle-ci à Cuba, poussa les États-Unis d’Amérique à entrer en guerre contre l’Espagne. Pour se prémunir sur le front Pacifique, George Dewey attaqua la flotte espagnole basée à Manille le 1er mai 1898, remportant une victoire facile. Face à cette nouvelle donne, Aguinaldo, qui avaient des contacts avec les Américains, décida de revenir le 19 mai 1898 pour raviver l’insurrection,.

## La bataille
De retour dans sa province de Cavite, Aguinaldo entreprit la distribution d’armes achetées à Hong Kong (deux mille fusils) ainsi que de remobiliser les insurgés. Les Espagnols comptaient environ 2 800 hommes répartis dans la province sous le commandement de Leopoldo García Peña. Ayant eu vent du retour d’Aguinaldo, ce dernier envoya une colonne de 270 à 300 soldats vers Alapan (de nos jours Imus) pour saisir d’éventuelles armes,. Tombant sur une troupe très supérieure en nombre (environ 12 000 révolutionnaires selon certaines sources) aux alentours de 10 heures du matin, une bataille impromptue s’engagea. Bien qu’en sous-nombre, les Espagnols firent face pendant cinq heures avant de devoir se rendre, étant arrivés à court de munitions. Les survivants furent faits prisonniers et durent remettre leurs armes.

## Conséquences
Dans le reste de la province, les troupes espagnoles dispersées étaient harcelées par plus de 6 000 insurgés. Une colonne de cinq cents hommes dépêchés de Manille fut aussi bloquée en route par les insurgés et ne put prêter main-forte. À la fin du mois de mai, la totalité de la province était sous contrôle et Peña fait prisonnier.
Alapan fut la toute première victoire des insurgés après le retour d’Aguinaldo. Pour célébrer ce succès et la reprise de Cavite, il hissa pour la première fois de l’histoire le drapeau philippin, qu’il avait fait faire à Hong Kong avec le concours de Marcela Agoncillo,.